# Lunar Orbiter-2
Lunar Orbiter-2 (magyarul: Hold körül keringő) mesterséges hold, a Lunar Orbiter-program második egysége. A NASA és a Boeing cég tervezte és építette.

## Küldetés
1966. november 6-án indították útjára. Fő feladata volt a Hold felszínének kis területeken történő részletes vizsgálata. Elősegítve a Surveyor-programmal az Apollo-program lehetséges leszállóterületeinek meghatározását. Hold körüli pályája során több felvételt készített. A felvételek ellenőrzése érdekében kisebb pályamódosítást hajtott végre. Programját befejezve becsapódott a Hold felszínébe.

## Jellemzői
Alakja 1,52 méter átmérőjű hengerhez hasonlít. Több mérőműszerrel is felszerelték: sugárzás intenzitás mérő, mikro-meteorit számláló. Az energiát napelemtáblák biztosították. Két kamerából álló fényképező egységet, filmkidolgozó és képtovábbító berendezést, vezérlő automatikákat, helyzetstabilizáló egységet, akkumulátorokat, rádióadót és rakétahajtóművet tartalmaz. A filmkiolvasó rendszerében adódtak hibák. November 18-25. között 208 széles látószögű és 204 telefotót készített.